# Hypercompe laeta
Hypercompe laeta là một loài bướm đêm thuộc phân họ Arctiinae, họ Erebidae.